# Mouvement mélodique obligé
 (mars 2023).
Si vous disposez d'ouvrages ou d'articles de référence ou si vous connaissez des sites web de qualité traitant du thème abordé ici, merci de compléter l'article en donnant les références utiles à sa vérifiabilité et en les liant à la section « Notes et références ».
Pour les articles homonymes, voir Mouvement et Mélodie (homonymie).
En harmonie tonale, un mouvement mélodique obligé — ou, en abrégé, mouvement obligé — est un cas particulier de mouvement mélodique, articulé autour d'une note chargée d'une tension telle qu'elle ne saurait se diriger ailleurs que sur un degré précis. 
- Le plus souvent, un mouvement obligé comprend trois notes consécutives (note préparatoire, note attractive et note résolutive) encadrant deux intervalles mélodiques (intervalle introductif et intervalle résolutif). Ainsi :

- La note attractive — appelée également note à mouvement résolutif, ou encore note à mouvement obligé — est la note principale d'un mouvement obligé, la plus expressive des trois, parce que, chargée d'une forte tension mélodique, elle demande une résolution. Cette note peut être soit une sensible, soit une note chromatique, soit une dissonance.

- La force d'un mouvement obligé donné dépend de la place qu'occupe sa note attractive dans la mesure : si la note attractive est placée sur un temps fort — ou une partie forte de temps —, l'effet du mouvement obligé sera plus accentué que si celle-ci se trouve sur un temps faible — ou une partie faible de temps.

## Préparation du mouvement obligé
Une préparation est la manière d'introduire la note attractive d'un mouvement obligé. 
- En principe, la « préparation stricte » d'un mouvement obligé est réalisée par unisson juste, c'est-à-dire que cet intervalle mélodique doit séparer la note préparatoire et la note attractive. Par exemple, la septième et la neuvième des accords de quatre et cinq notes — excepté ceux placés sur la dominante —, ou encore, le retard, doivent être rigoureusement préparés.

- Cependant, dans certains mouvements obligés, la préparation peut être plus simplement réalisée par mouvement conjoint, c'est-à-dire, au moyen d'un intervalle mélodique de demi-ton — diatonique ou chromatique, selon le cas —, ou de ton. Par exemple, la note chromatique est préparée par demi-ton chromatique ; la broderie et la note de passage sont préparées par seconde, mineure ou majeure.

- Par ailleurs, certaines notes attractives n'ont pas besoin d'être préparées — mais peuvent l'être, cependant. C'est le cas, principalement de l'appoggiature, de l'anticipation, de l'échappée, ainsi que de la septième et la neuvième des accords de quatre et cinq notes placés sur la dominante.

- Enfin, la sensible ne doit jamais être préparée : en d'autres termes, qu'elle soit amenée par mouvement conjoint ou disjoint, elle ne doit pas se trouver dans l'accord qui précède celui de dominante.

## Doublure des notes d'un mouvement obligé
L'éventuelle doublure de l'une ou l'autre des trois notes d'un mouvement obligé — c'est-à-dire, le fait de faire entendre simultanément cette note, à l'octave ou à l'unisson juste —, doit respecter certaines règles.
- La doublure de la note préparatoire est possible à condition que les deux notes concernées se séparent ensuite, soit par mouvement oblique, soit par mouvement contraire.

- La doublure de la note attractive doit en principe être évitée. Si l'on est amené à doubler tout de même une telle note, d'une part, il faut arriver sur la doublure, soit par mouvement oblique, soit par mouvement contraire, d'autre part, la résolution se fait bien évidemment sur une seule des deux notes de la doublure, l'autre note évoluant par mouvement contraire.

- La doublure de la note résolutive doit, elle aussi, être évitée. De la même façon, si l'on est amené à doubler la note résolutive, cette doublure devra être amenée par mouvement contraire. L'arrivée sur l'octave — ou pire, sur l'unisson — d'une note résolutive par mouvement direct, doit être absolument évitée. La seule exception est celle concernant l'octave de la tonique succédant à la sensible, qui peut être amenée par mouvement direct.

## Résolution du mouvement obligé
Une résolution est la manière d'amener la détente après une note attractive. Si la présence de la note préparatoire n'est pas toujours nécessaire, la présence de la note résolutive, en revanche, est toujours indispensable. Une résolution peut être régulière ou irrégulière :

### Résolution régulière
Une résolution régulière — ou ordinaire — est une détente amenée conformément à ce qu'attend l'oreille. En fonction du type de note attractive, l'intervalle résolutif correspondant produit la note résolutive, par seconde majeure ou mineure, ascendante ou descendante. 
- Par exemple, la sensible fait sa résolution régulière sur la tonique « par seconde mineure ascendante » (exemple A) ; ou encore, la septième de dominante d'une tonalité majeure fait sa résolution régulière sur le IIIe degré « par seconde mineure descendante » (exemple B).

### Résolution irrégulière
Une résolution irrégulière (ou résolution exceptionnelle) est une détente inhabituelle, amenée par un mouvement mélodique inattendu. La note attractive peut alors, soit rester en place — unisson juste, ou, par enharmonie, seconde diminuée —, soit monter ou descendre, d'un demi-ton — diatonique ou chromatique —, ou à la rigueur, d'un ton. En aucun cas, une note attractive ne doit faire un mouvement mélodique supérieur au ton. 
- C'est ainsi qu'en cas de résolution irrégulière, la note résolutive d'un certain mouvement obligé peut être en même temps note attractive du mouvement obligé suivant, l'apparition d'une nouvelle tension résolvant la tension précédente (exemple C).